# کاتولیسیسم
کاتولیسیسم (به انگلیسی: Catholicism) یکی از شاخه‌های مهم مسیحیت است که از شاخه‌های اصلی دیگر مسیحیت یعنی ارتدکس و پروتستان پیروان بیشتری دارد. در عربی، کاتولیک را «جاثلیق» می‌گویند که اصطلاحاً به پیشوای دینی مسیحیان شرقی گفته می‌شده‌است.
کلیسای تاریخی کاتولیک رومی، ۶۶ جزوه کتاب مقدس را به عنوان کلام خداوند پذیرفته‌است. تعدادی از کتاب‌هایی که پروتستان‌ها به عنوان آپوکریفا (اسفار مشکوک) فاقد اعتبار می‌دانند را نیز به عنوان کتاب مقدس قبول دارد به علاوه سنت‌های کلیسا را نیز هم‌پای کتاب مقدس مرجع اقتدار خود می‌داند.

## جدایی پروتستان‌ها
پروتستان‌ها توسط مارتین لوتر از کاتولیک جدا شدند.. در سده‌های مشهور به قرون وسطی مردی آلمانی به نام مارتین لوتر از کلیسای کاتولیک لاتین جدا شده و برای خود لفظ پروتستان به معنای معترض را برگزیدند.

## جدایی ارتدکس
این مسئله زمانی پیش‌آمد که پاپ کاتولیک برای مردمی که در روم شرقی بودند پیک‌هایی فرستاد تا اختلافات را از بین ببرند اما اختلافات آنقدر زیاد بود که هر دو گروه یکدیگر را تکفیر کردند.

## نظام سیاسی
اولین مبلغ دینی کاتولیک‌ها کشیش سپس اسقف و بعد اسقف اعظم و بالاتر از آن کاردینال و بالاترین مقام پاپ است. پاپ در کشور واتیکان که در دل شهر رم است زندگی می‌کند. اکنون پاپ فرانسیس یکم در مقام پاپ هست.

## آمار

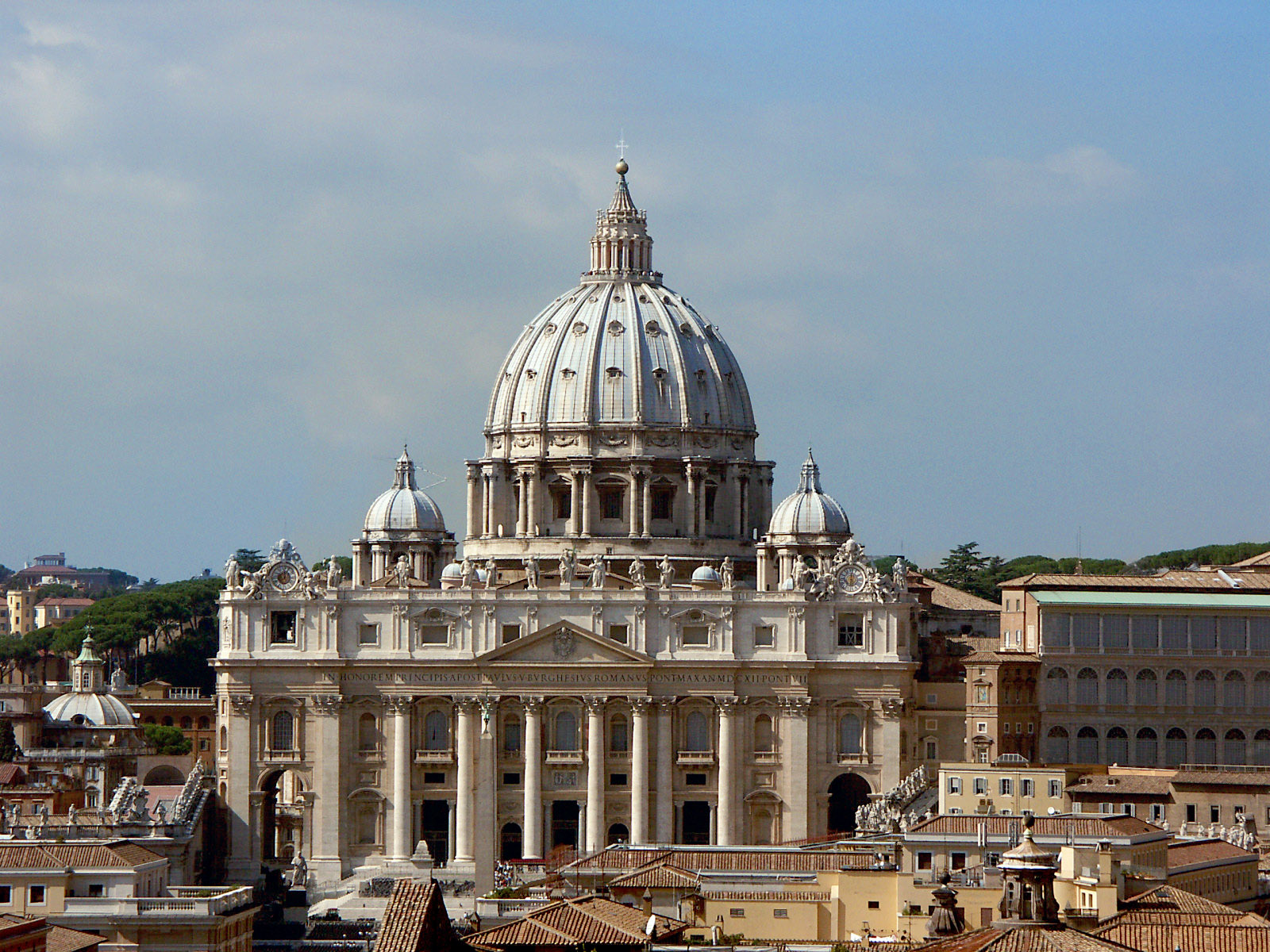
کاخ واتیکان مقر پاپ و مرکز دینی مسیحیان کاتولیک

مطابق آمار رسمی کلیسای کاتولیک، در سال ۲۰۱۷ بیش از ۱٫۳۱۳ میلیارد نفر در جهان کاتولیک بودند.